# Осмотичний коефіцієнт
Осмотичний коефіцієнт (рос. осмотический коэффициент, англ. osmotic coefficient) — характеристика розчинника — коефіцієнт g, що є відношенням осмотичного тиску в реальному розчині П до осмотичного тиску в ідеальному розчині Пid тої ж концентрації, що й реальний розчин, при тій самій температурі:
g = П /Пid